# George Colman il Giovane
George Colman il Giovane (Londra, 21 ottobre 1762 – Brompton, 17 ottobre 1836) è stato un drammaturgo e scrittore inglese, figlio di George Colman il Vecchio. Il suo cognome è spesso storpiato in Coleman.

## Biografia
Iniziò gli studi alla Westminster School passando poi al Christ Church di Oxford e al King's College dell'Università di Aberdeen, per poi studiare legge al Lincoln's Inn di Londra. Mentre studiava ad Aberdeen pubblicò un poema satirico su Charles James Fox, dal titolo The Man of the People e nel 1782 rappresentò, nel teatro di suo padre ad Haymarket, la sua prima commedia, The Female Dramatist.

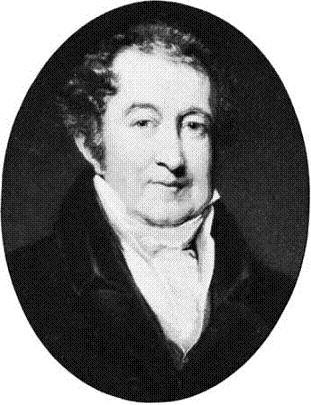
George Colman il Giovane, di John Jackson

La malferma salute del vecchio Colman lo costrinse ad abbandonare la gestione del teatro Haymarket nel 1789, cedendo la direzione al giovane figlio George, remunerato con uno stipendio annuo di £ 600. Alla morte del padre la licenza passò al figlio ma sorsero delle difficoltà e venne coinvolto in una controversia con Thomas Harris e non fu in grado di pagare le spese degli spettacoli al teatro di Haymarket e fu costretto a ricorrere alle regole del Banco del re. Qui dimorò per molti anni continuando a dirigere gli affari del suo teatro.
Rilasciato alla fine per la benevolenza di re  Giorgio IV, che lo aveva nominato esone degli Yeomen della Guardia, una dignità ceduta da Colman al miglior offerente, venne nominato  esaminatore delle opere teatrali dal  duca di Montrose e quindi Lord Ciambellano. Ricoprì questo incarico fino alla sua morte, per il disgusto di tutti i drammaturghi contemporanei i cui manoscritti considerò illiberali con grande severità. Anche se le sue opere vennero accusate di indecenza in quanto infarcite di parolacce, fu un così severo censore degli altri che non sarebbero passate parole come "cielo", "provvidenza" o "angelo".
Agli inizi del 1784 aveva contratto un matrimonio instabile con un'attrice, Clara Morris, al cui fratello David Morris, alla fine cedette la sua quota nel teatro di Haymarket. Molte delle parti principali delle sue opere vennero scritte appositamente per la signora Gibbs (nata Logan), la quale si dice avesse segretamente sposata dopo la morte della sua prima moglie.
Morì a Brompton, Londra.

## Opere

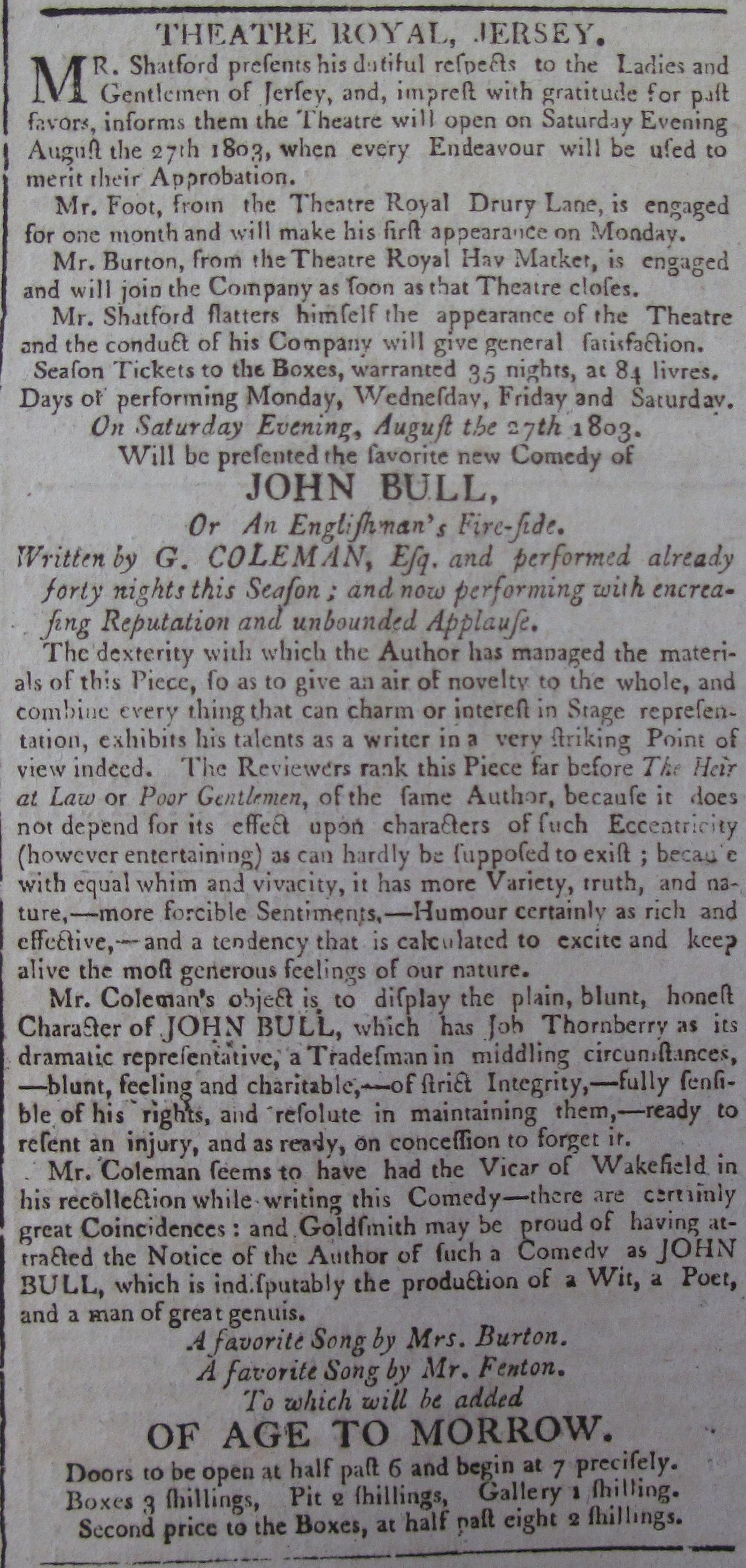
Avviso per una rappresentazione all'isola di Jersey del 27 settembre 1803 di "The favorite new Comedy of John Bull, Or An Englishman's Fire-side. Scritta da G. COLEMAN, Esq, e rappresentata già quaranta volte in questa stagione; e ora rappresentata con aumentata reputazione e applausi illimitati."

Le sue commedie sono una curiosa miscela di genuina forza comica e sentimentalismo. Una loro raccolta venne pubblicata (1827) a Parigi, con una biografia dell'autore, da JW Lake.
La sua prima commedia, The Female Dramatist, subito sostituita dall'opera di Smollett, Roderick Random, venne unanimente stroncata, ma Two to One (1784) fu un grande successo. Suegì Turk and no Turk (1785), una commedia musicale, Inkle and Yarico (1787), un'opera, Ways and Means (1788), The Iron Chest (1796), tratta dall'opera di William Godwin, Adventures of Caleb Williams; The Heir at Law (1797), che arricchì il palcoscenico con il personaggio immortale del "Dr Pangloss" (preso in prestito dal Candide di Voltaire), The Poor Gentleman (1802), John Bull, or an Englishman's Fireside (1803), la sua opera di maggior successo e numerose altre opere, molte delle quali adattamenti dalla lingua francese.
Colman, la cui conversazione arguta fece di lui un favorito, fu anche autore di una grande quantità di cosiddetta poesia umoristica (per lo più grossolana, anche se gran parte di essa popolare): My Night Gown and Slippers (La mia notte in abito e pantofole) (1797), ristampato sotto il nome di Broad Grins, nel 1802 e Poetical Vagaries (Capricci poetici) (1812). Alcuni dei suoi scritti sono stati pubblicati sotto lo pseudonimo di Arthur Griffinhood di Turnham Green.

## Bufale letterarie
Dopo la sua morte, circolaro delle false voci che affermavano fosse stato l'autore di certe opere pornografiche.  The Rodiad, fu pubblicato da John Camden Hotten ne 1871, con la data falsa del 1810 e attribuito a Colman; mentre il vero autore sembra fosse stato Richard Monckton Milnes, I barone Houghton.  L'autore canadese John Glassco mantenne e ripeté la bufala nel 1967 ripetendo l'attribuzione ed affermando che il suo Squire Hardman era stato scritto da Colman.